# Algeria Interface
Algeria Interface est un site web électronique algérien fondé en 1999 et fermé en 2002.

## Historique
Pionnier de la presse électronique dans le pays et hébergé en France, Algeria Interface est fondé en 1999 par Djamel Ben Ramdan et Ihsane El Kadi, journalistes de la presse privée algérienne avec le soutien de la Olof Palme International Center. Proposant des articles en français et en anglais, il propose du contenu relatif à l'actualité politique et économique, ainsi que des portraits et des reportages,,. Son contenu est reconnu comme étant de qualité,. Pour Chérif Driss, le site produisait « une information jugée politiquement incorrecte » à l'égard du pouvoir.
Le site cesse ses publications en 2002. Il est ensuite victime d'une attaque informatique en 2004.
Le site était édité par Interface Médias. Celle-ci lance en 2010 Maghreb émergent puis Radio M en 2013,.